# Lawrence Gilbert
Lawrence E. Gilbert (Laredo (Texas), 1942) is een Amerikaanse bioloog.
In 1966 behaalde hij zijn B.A. in de biologie met als specialisme de botanie aan de University of Texas at Austin. In 1971 behaalde hij een Ph.D. in de populatiebiologie aan de Stanford University. In datzelfde jaar werd hij assistant professor in de zoölogie aan de University of Texas at Austin.
Anno 2009 is Gilbert als hoogleraar in de biologie en directeur van het Brackenridge Field Laboratory werkzaam bij de University of Texas at Austin. Hij houdt zich bezig met onderzoek op verschillende terreinen waaronder de biologische bestrijding van vuurmieren met vliegen uit de familie Phoridae, de evolutiebiologie en ecologie van de tropische geslachten Psiguria en Gurania (komkommerfamilie), de mot Eudulaphasia invaria, insecten- en spinnenbeten, de rol van mesquite in het Zuid-Texaanse ecosysteem, vlinders uit het geslacht Heliconius en passiebloemen.
Gilbert heeft samen met John MacDougal een passiebloem een beschrijving gegeven: Passiflora microstipula. MacDougal heeft Passiflora gilbertiana naar hem vernoemd.